# Fiat
A Fiat Olaszország legnagyobb járműgyára; központja az észak-olaszországi Torino városában található. A cég neve a „Fabbrica Italiana Automobili Torino” (Olasz Autógyár Torino) kifejezésből alkotott tulajdonnévi betűszó.

## Története
A céget 1899-ben alapította Giovanni Agnelli. A második világháború idején az üzemben harckocsik és repülőgépek készültek. 
1957-ben mutatták be a Fiat népautóját, a Cinquecentót (magyarul ötszázas). A modell 1975-ig volt gyártásban, de gyártotta a Steyr-Puch is. A céget 1963 és 1996 között az alapító unokája, Gianni Agnelli irányította, aki a 2003-ban bekövetkezett haláláig tiszteletbeli igazgató maradt.
1966-ban kötött megállapodást a Szovjetunióval, és Togliattiban felépült a VAZ (manapság AvtoVAZ) üzem. Itt a Fiat 124 licence alapján a Zsigulit készítették. Később még több szocialista országgal kötött licencmegállapodást; így a FIAT cég licenciája alapján készültek a Zastava autók Jugoszláviában és a Polski Fiatok Lengyelországban.
A Fiat autógyár  2014-től a Fiat Chrysler Automobiles N.V. (rövidítése:FCA) olasz-amerikai multinacionális autóipari holdinghoz tartozik. 2020. december 21-én az EU versenyhatósága engedélyezte az FCA egyesülését a PSA holdinggal.

## Jelenlegi modellek
A FIAT autógyár jelenlegi modelljei: Tipo, 500, 500C, 500L, 500X, Panda, Punto, Bravo, Uno (csak Dél-Amerikában), Freemont, Fiorino, Scudo, Dobló, Dobló Maxi, Ducato, Ducato Maxi

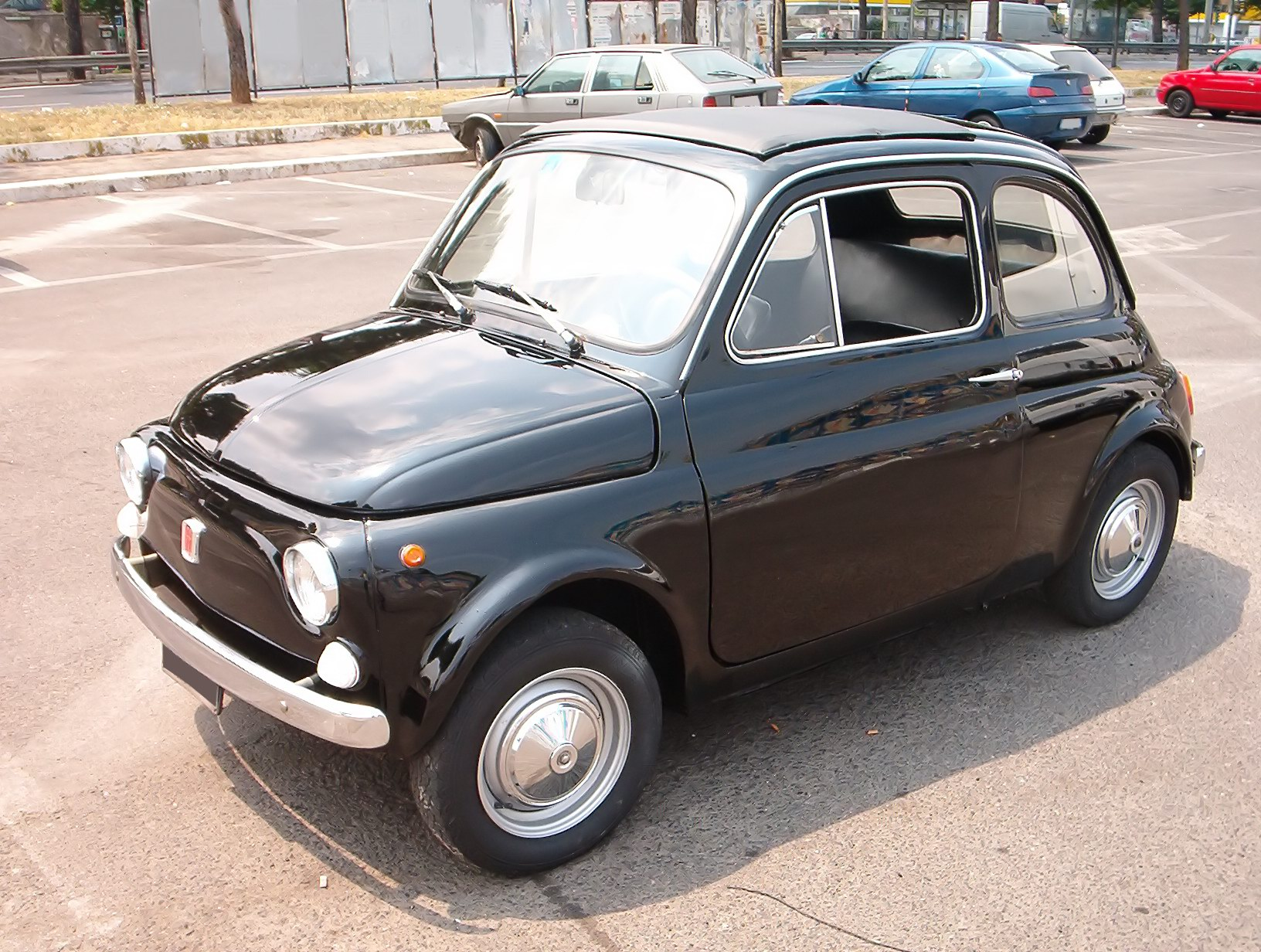
Fiat 500

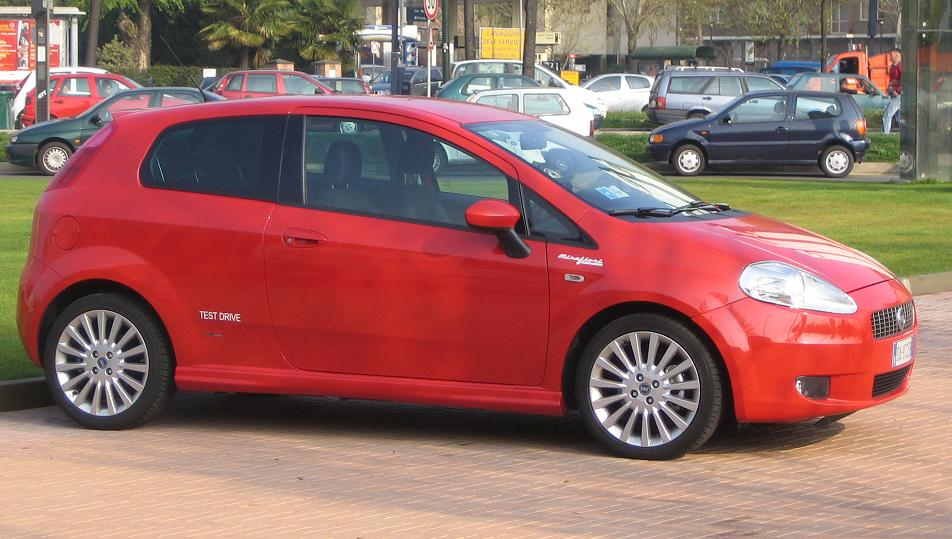
Fiat Grande Punto

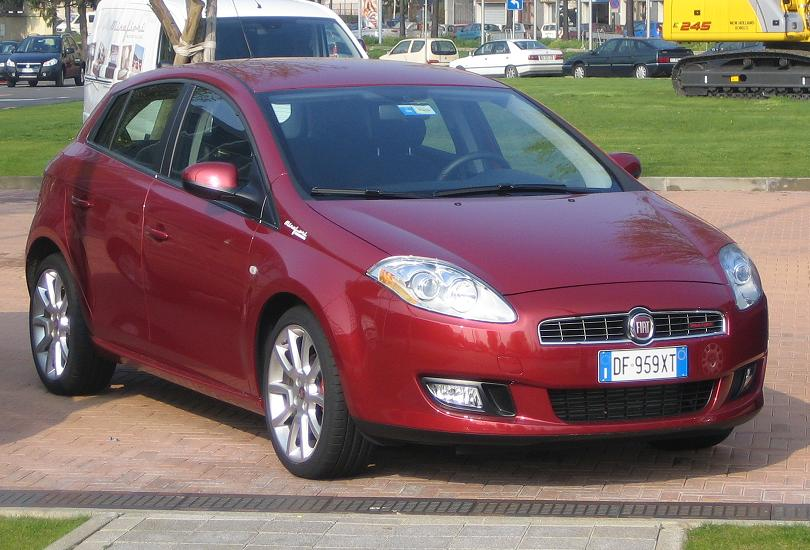
Fiat Bravo

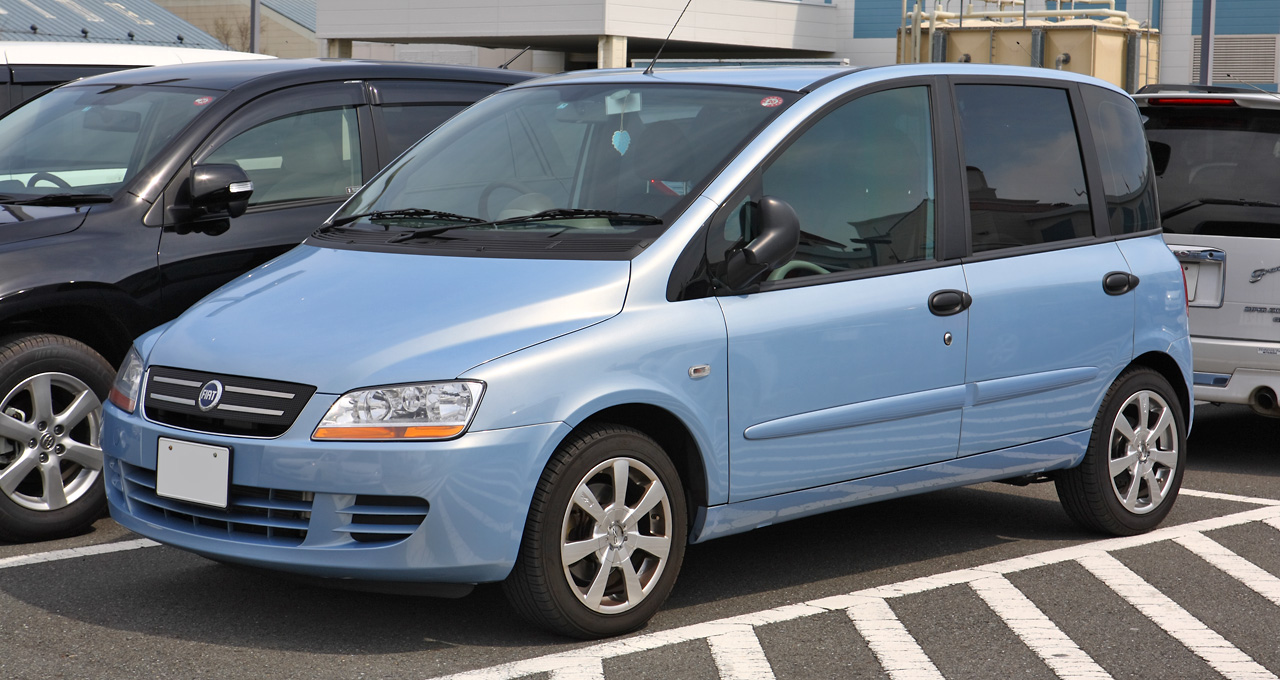
Fiat Multipla

## A cégcsopothoz tartozó egykori és jelenlegi típusok
- Abarth
- Alfa Romeo
- Ferrari
- Fiat
- Lancia
- Maserati
- Chrysler Group LLC.
- Dodge
- Jeep
- Mopar
- SRT
- GEM
- RAM
- FIAT Professional
- Iveco
- Iveco Magirus
- Iveco Astra
- Irisbus
- Case IH
- Case Construcion
- New Holland Construcion
- New Holland Agriculture
- Kobelco
- Steyr

## A cég logójának fejlődése

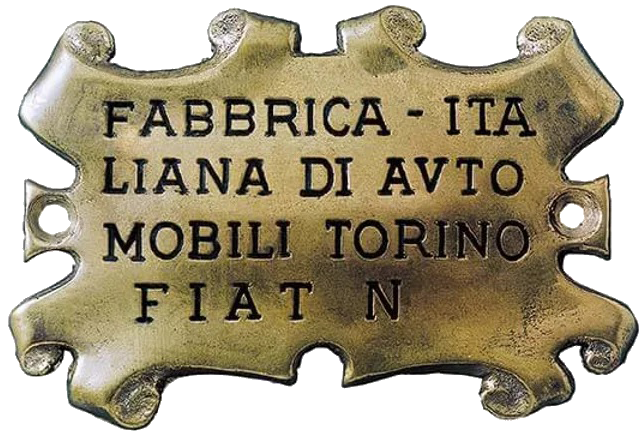
Fiat (1899)
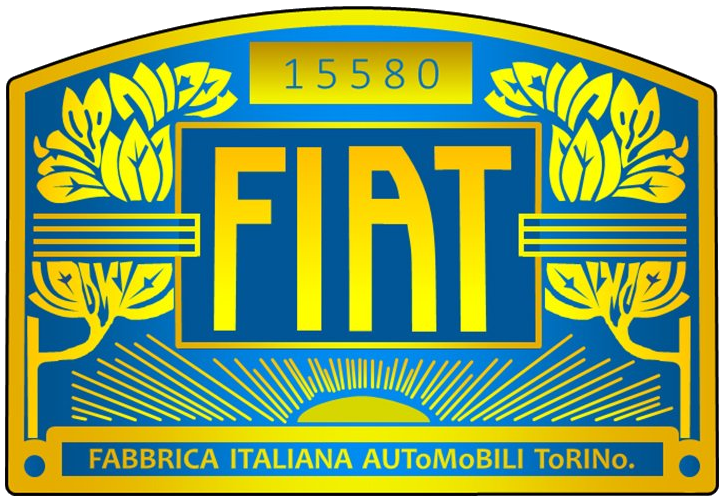
Fiat (1901)
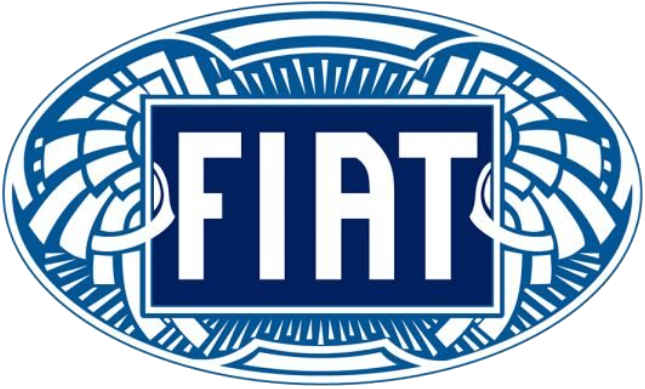
Fiat (1904)
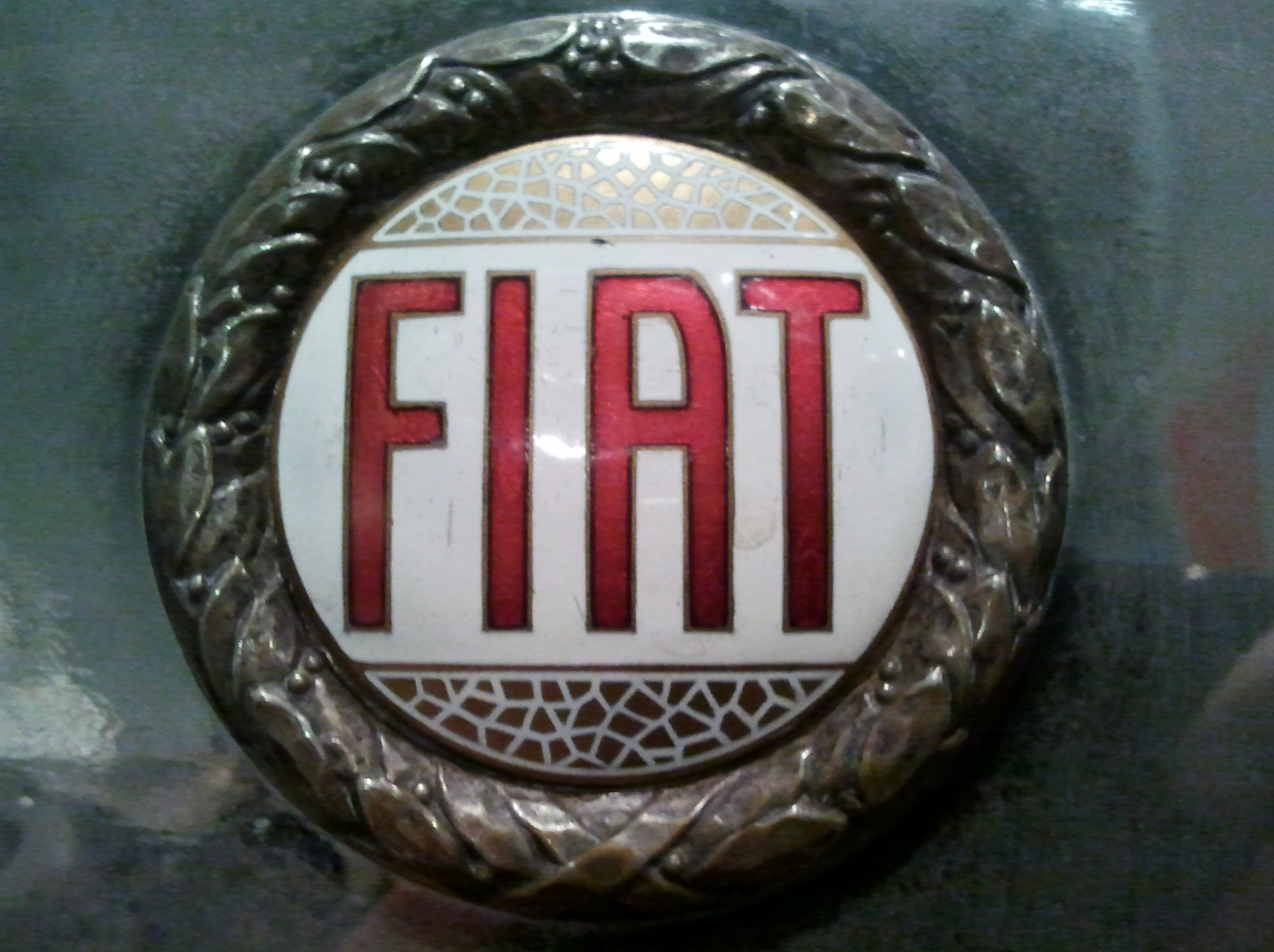
Fiat (1921)
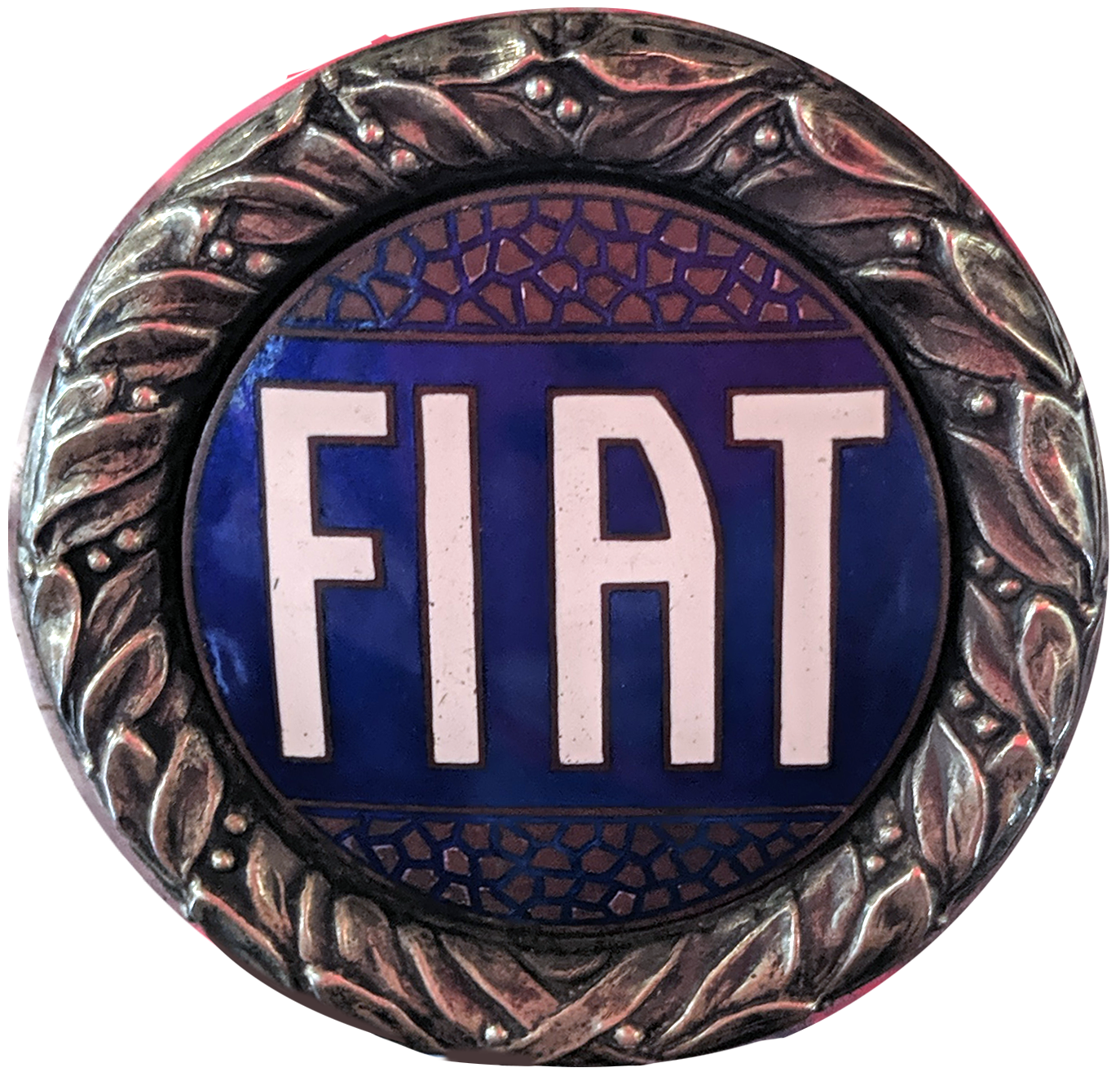
Fiat (1925)
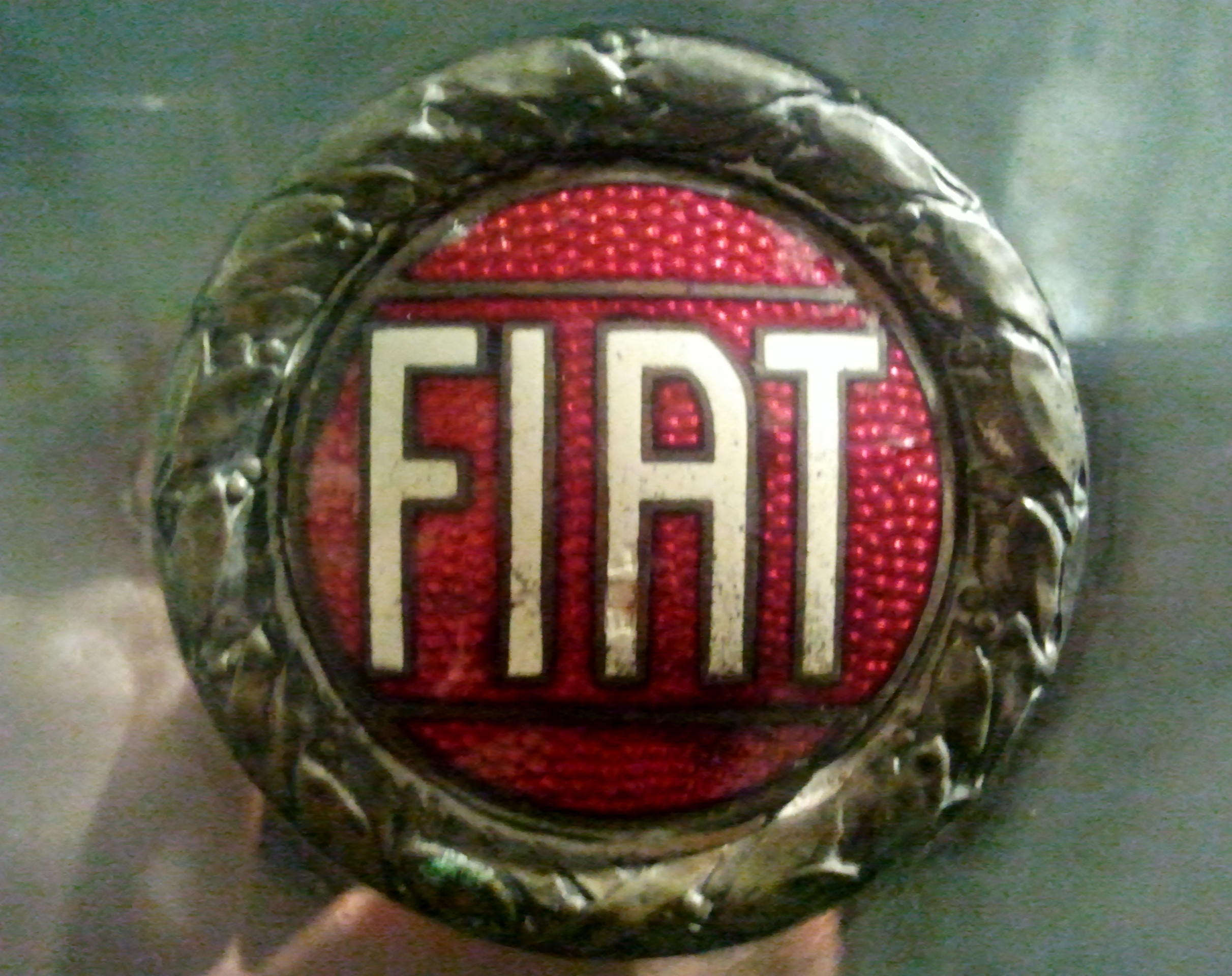
Fiat (1931)
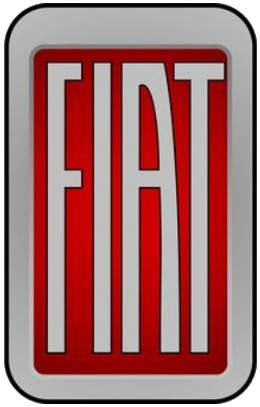
Fiat (1932)
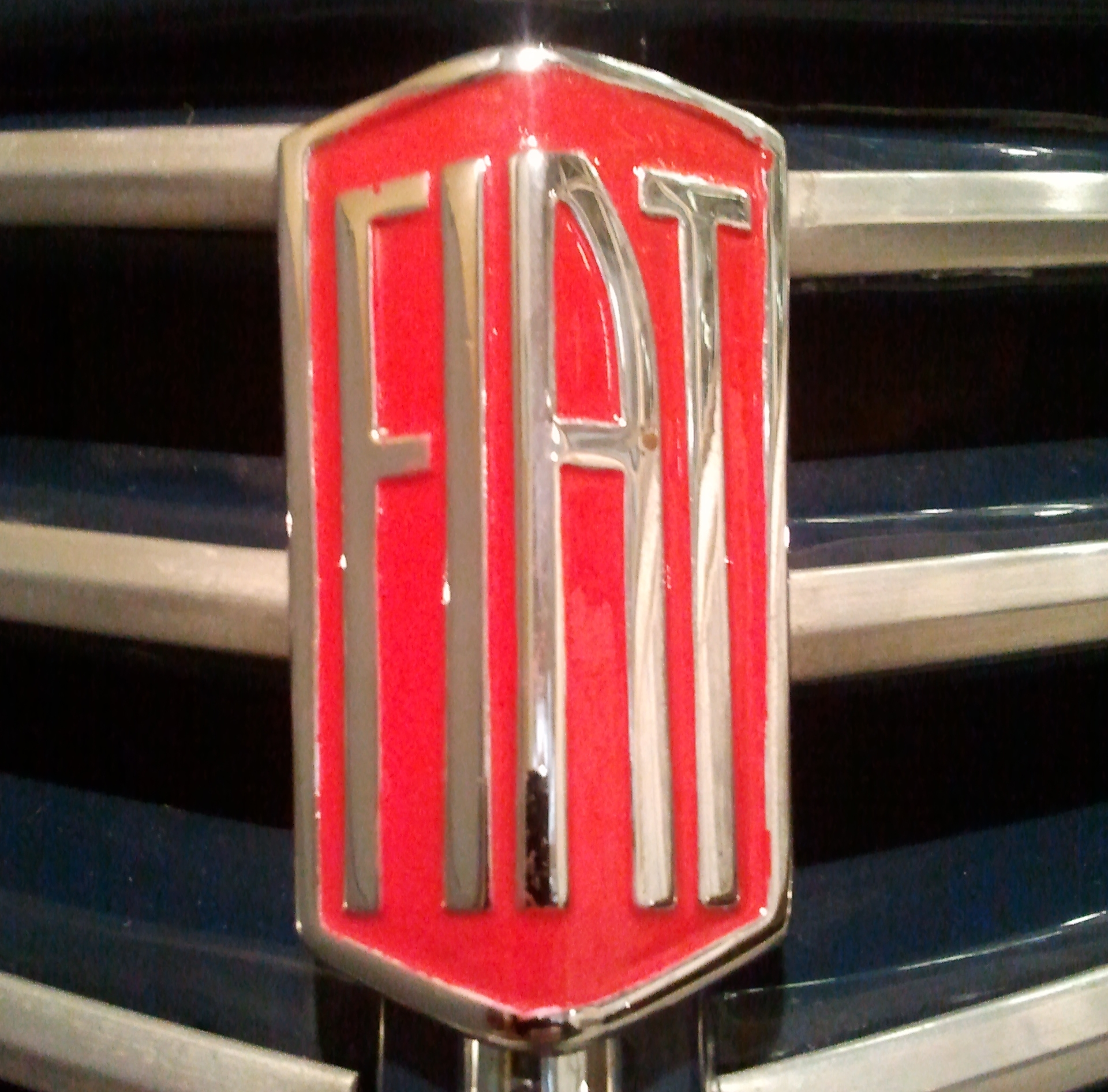
Fiat (1938)
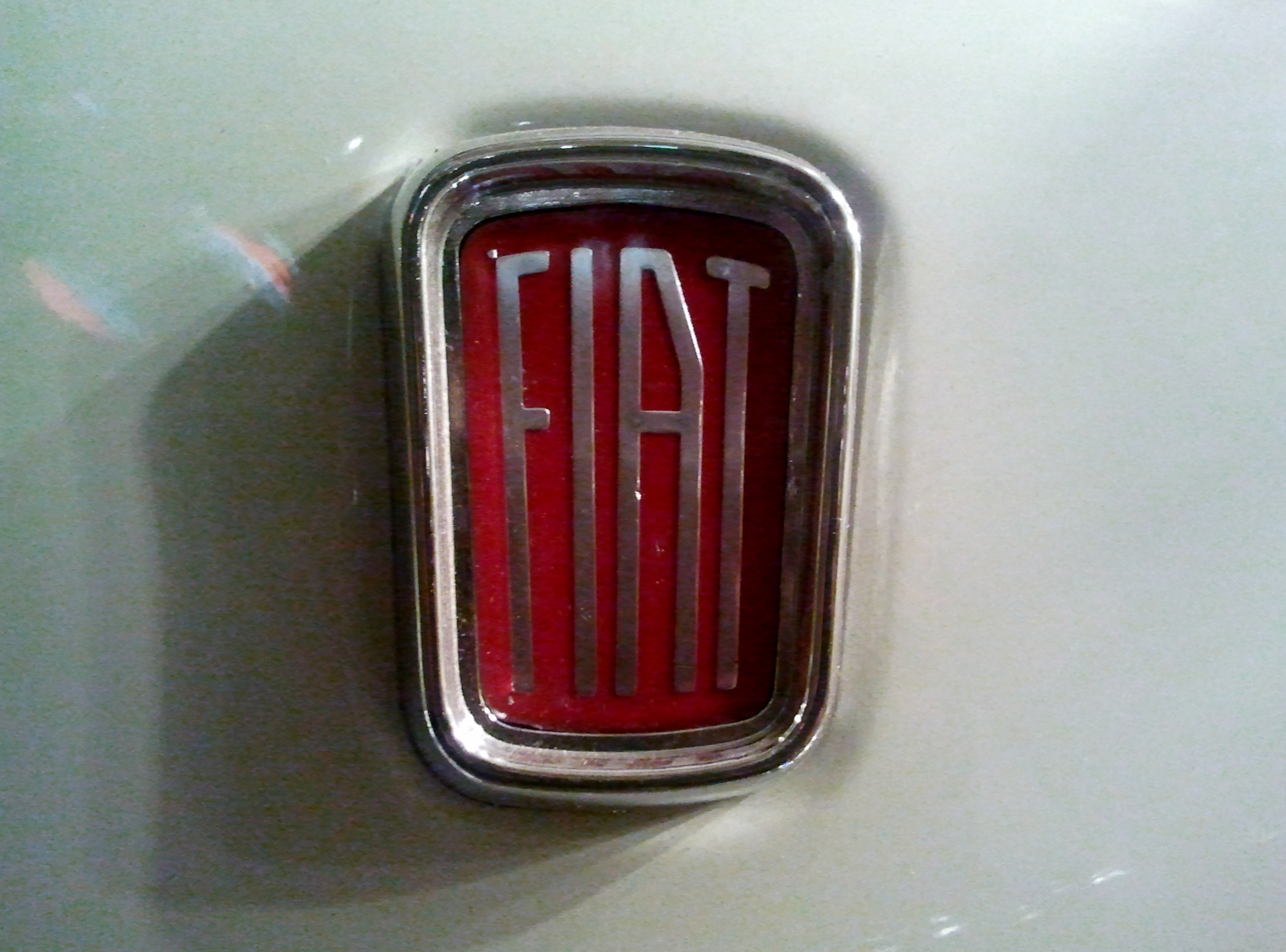
Fiat (1959)
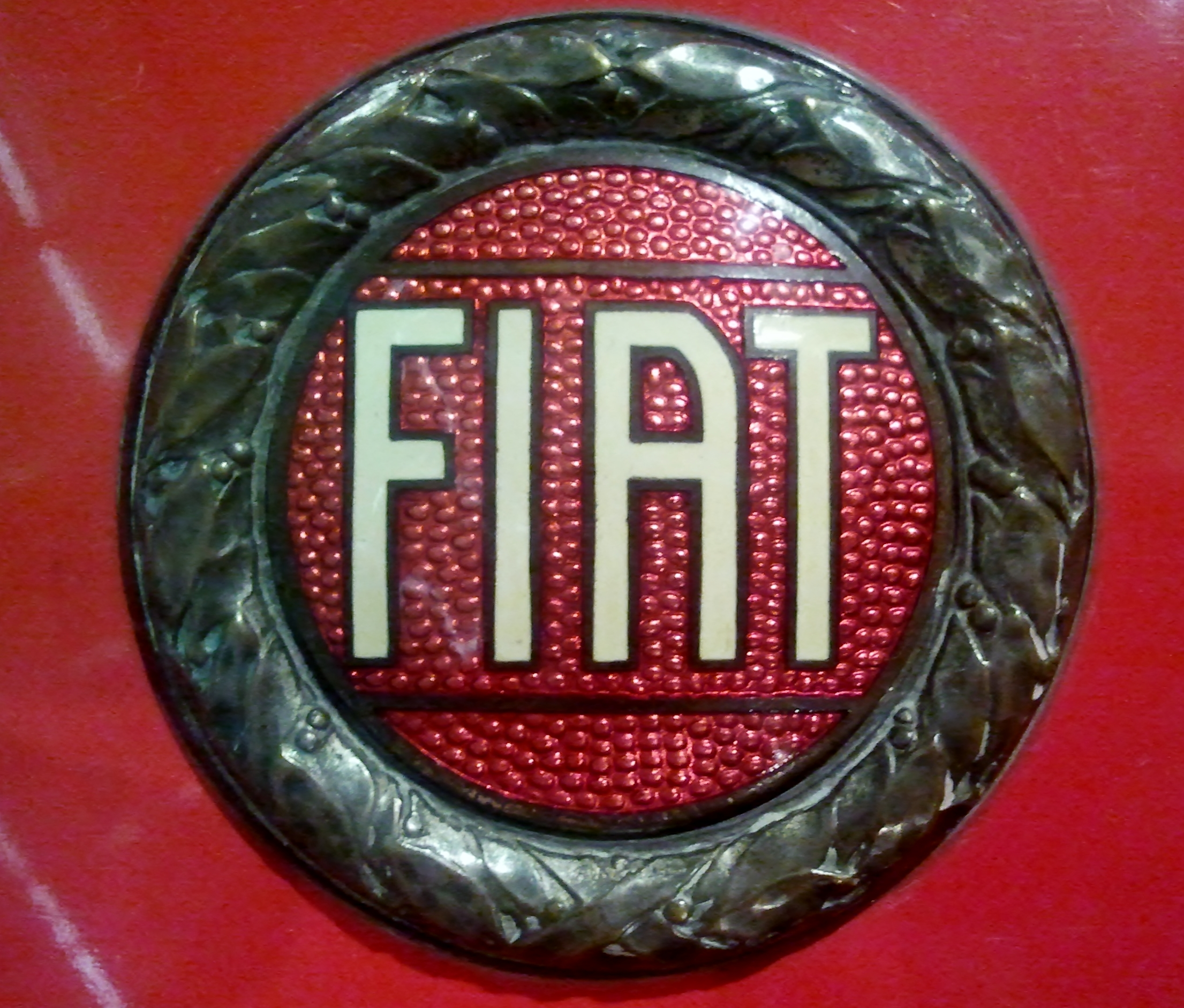
Fiat (1965)
Fiat (1968–1999)
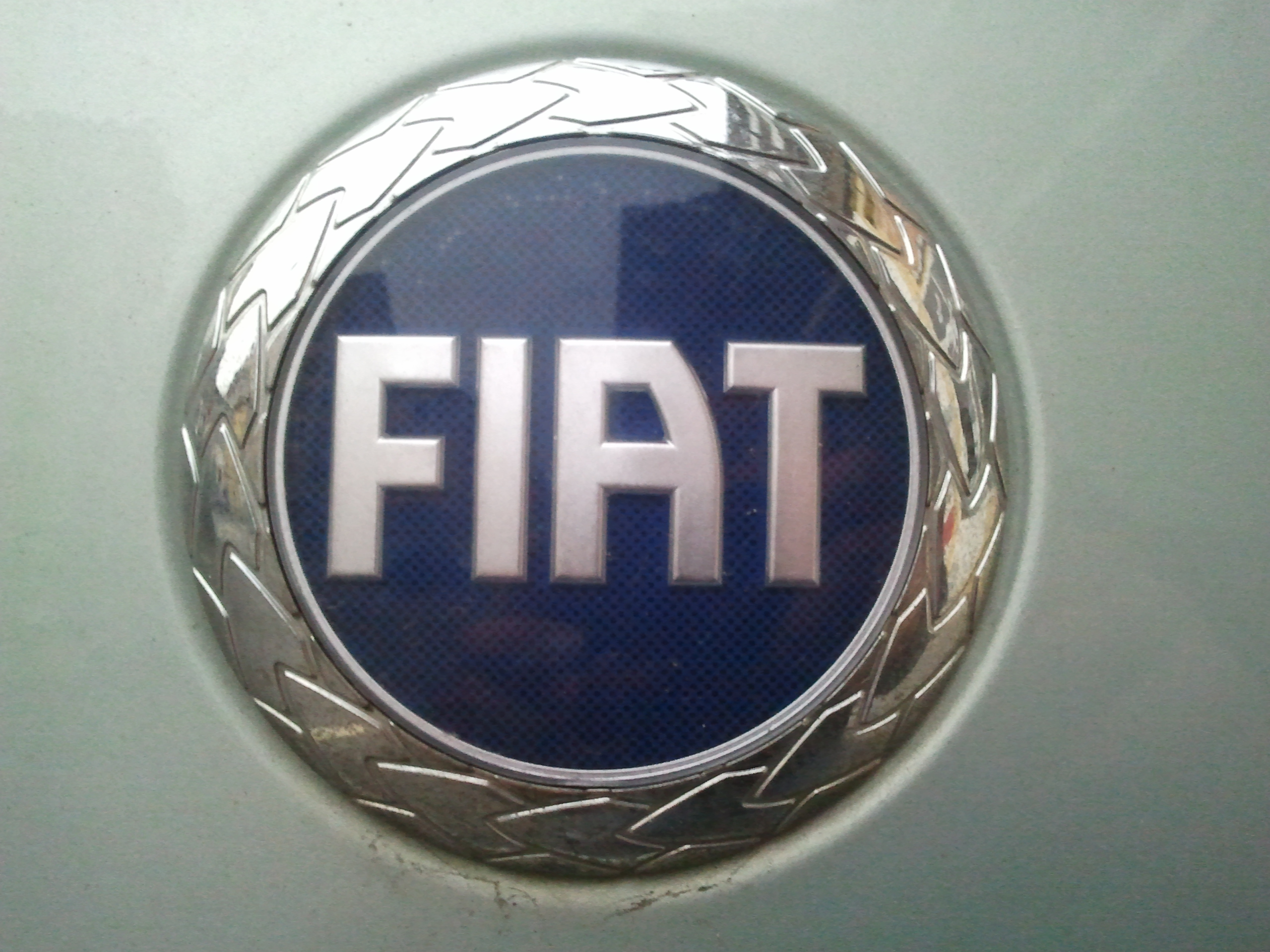
Fiat (1999–2007)
Fiat (2007–2020)
Fiat (2020–)